# Avec Monti pour l'Italie
Avec Monti pour l'Italie (en italien, Con Monti per l'Italia) était une coalition politique italienne fondée en décembre 2012 sur l'impulsion du président du Conseil Mario Monti en vue des élections générales italiennes de 2013.

## Composition
Elle comprend initialement deux partis politiques représentés au Parlement italien et un think tank :
- Futur et liberté pour l'Italie, Gianfranco Fini,
- L'Union de Centre, Pier Ferdinando Casini,
- Vers la Troisième République (incluant Italia futura de Luca Cordero di Montezemolo).

Plus tard, sera créée la structure Choix civique incluant les adhérents directs.

## Positionnement politique
Bien que souvent qualifié de centriste et de modéré, Mario Monti récuse ces deux qualificatifs en se présentant comme un réformateur opposé aux conservatismes de gauche comme de droite.

## Historique
La coalition a été lancée le 28 décembre 2012. Son candidat au poste de président du Conseil est Mario Monti.
Elle a présenté des listes uniques pour les élections au Sénat de la République, tandis que l'UdC, FLI et « Choix citoyen avec Monti pour l'Italie », qui représente la société civile, se sont présentés séparément, sous le régime de la coalition, à la Chambre des députés.